# Az Eötvös Loránd Fizikai Társulat Érme
Az Eötvös Loránd Fizikai Társulat Érme (más elnevezéssel Eötvös-érem) az Eötvös Loránd Fizikai Társulat legmagasabb elismerése. A díj annak a társulati tagnak adományozható, aki a fizika területén hosszú időn keresztül folytatott kutatási, alkalmazási vagy oktatási tevékenységével, valamint a társulatban kifejtett munkásságával kiemelkedően hozzájárult a fizika hazai fejlődéséhez. Az érmen Eötvös Loránd arcképe látható, körülötte a felirat: „EÖTVÖS LORÁND FIZIKAI TÁRSULAT 1891”. Az érem Búza Barna szobrászművész alkotása.

## A díjazottak
- 1969 Renner János
- 1970 Szigeti György
- 1971 Marx György
- 1972 Szalay Sándor
- 1973 Vermes Miklós
- 1974 Kónya Albert
- 1975 Turi Istvánné
- 1976 Pál Lénárd
- 1977 Kovács István (BME)
- 1978 Jánossy Lajos
- 1979 Keszthelyi Lajos
- 1980 Csikai Gyula
- 1981 Berényi Dénes
- 1982 Holics László
- 1983 Németh Judit
- 1984 Kiss Dezső
- 1985 Ketskeméty István
- 1986 Lovas István
- 1987 Csekő Árpád
- 1988 Kunfalvi Rezső
- 1989 Láng László
- 1990 Bozóky László
- 1991 Mezei Ferenc
- 1992 Kovács István (ELTE) és Gyarmati Borbála
- 1993 Fehér István[2]
- 1994 Radnai Gyula
- 1995 Halász Tibor
- 1996 Plósz Katalin
- 1997 Szalay A. Sándor
- 1998 Jeges Károly
- 1999 Kovács László
- 2000 Csongor Éva
- 2001 Nagy Károly
- 2002 Beleznay Ferenc
- 2003 Gaál István
- 2004 Berkes József
- 2005 -
- 2006 -
- 2007 -
- 2008 Gergely György
- 2009 Gyulai József
- 2010 Patkós András
- 2011 Horváth Zalán és Kiss Árpád Zoltán
- 2012 Bakos József
- 2013 Kovách Ádám
- 2014 Szatmáry Zoltán
- 2015 Lohner Tivadar
- 2016 Nagy Dénes Lajos
- 2017 Benedict Mihály

- 2018 Kürti Jenő
- 2019 Cserti József
- 2020 –
- 2021 Tichy Géza postumus
- 2022 –
- 2023 Lendvai János